# 새야새야 파랑새야
〈새야새야 파랑새야〉는 한국 전역에 퍼진 전래 민요이며, 지방마다 음이나 가락이 조금씩 다르다.

## 유래
이 노래가 어떻게 해서 만들어졌는지에 대해서는 확실하게 밝혀진 바는 없지만 몇 가지 설이 있다. 먼저, 동학 농민 운동(1894) 때에 일본군이 푸른색 군복을 입어 파랑새는 일본군을 뜻하며 전봉준이 녹두장군이라 불리었던 점을 보아 녹두꽃은 전봉준,동학농민군을 상징하고 청포장수는 백성을 상징한다는 것이 유력하다.
(전자성 人+王 字이다 - 천안전씨족보, 공초, 사발통문)
이 노래는 아이들에게 널리 불리는 동요이기도 한데, 아이들의 입을 빌린 어른의 동요라고도 볼 수도 있다. 이 노래는 조수미 등 몇몇 성악가들이 부르기도 하였다.

## 가사
새야 새야 파랑새야
녹두밭에 앉지마라
녹두꽃이 떨어지면
청포장수 울고간다

새야 새야 파랑새야
천주고부 녹두새야
어서바삐 날아가라
대잎솔잎 푸르다고
하절인줄 알았더니
백설이 펄펄
엄돌설한이 되었구나

## 같이 보기
- 녹두
- 전봉준